# 巴特克斯特里茨
巴特克斯特里茨（德語：Bad Köstritz，發音：[baːt ˈkœstʁɪts] ⓘ）是德国图林根州格赖茨县的城市，面积20.34平方千米，2023年12月31日人口为3,672人。2023年1月1日，市镇哈特曼斯多夫并入巴特克斯特里茨。

## 图集

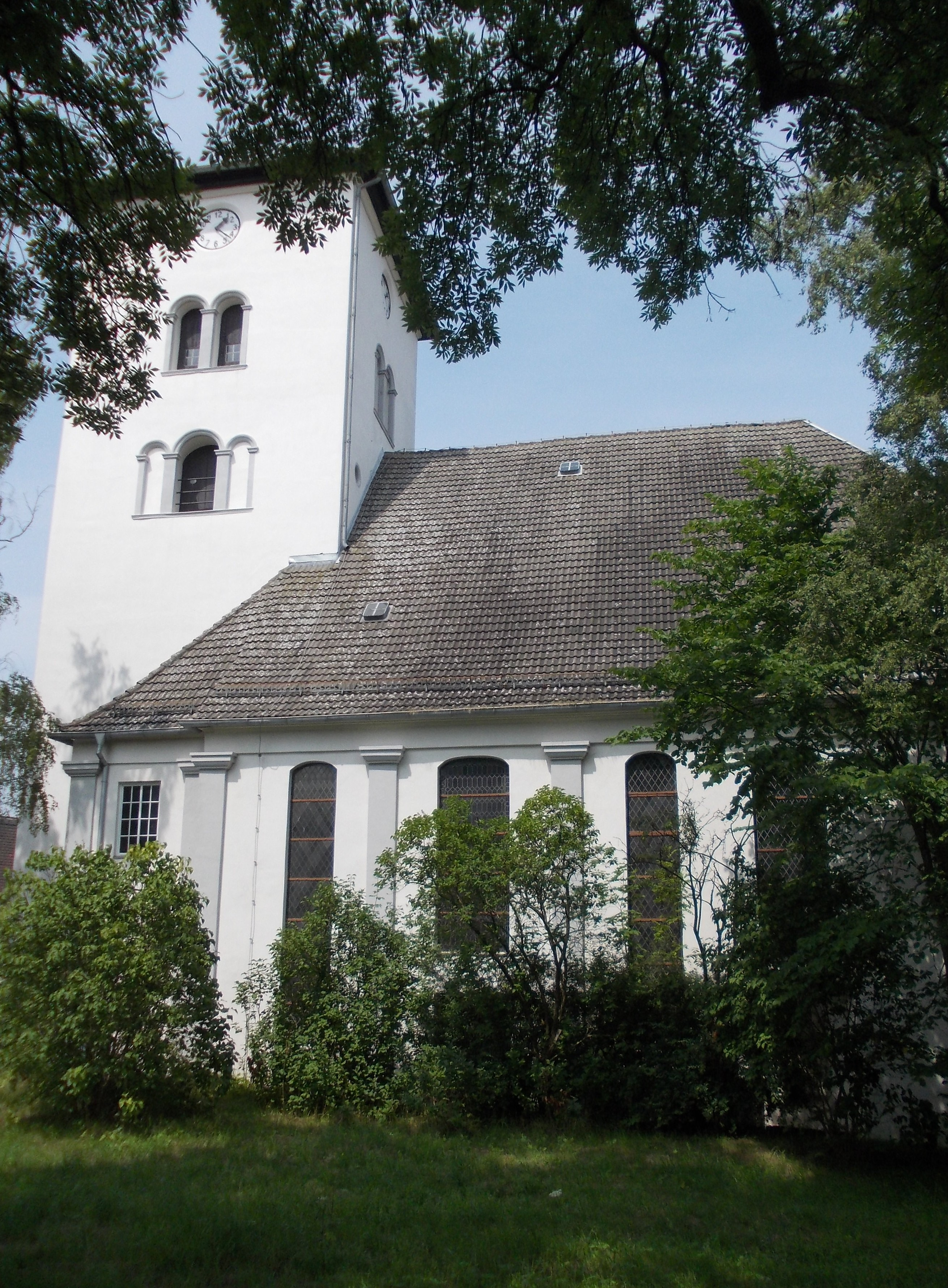
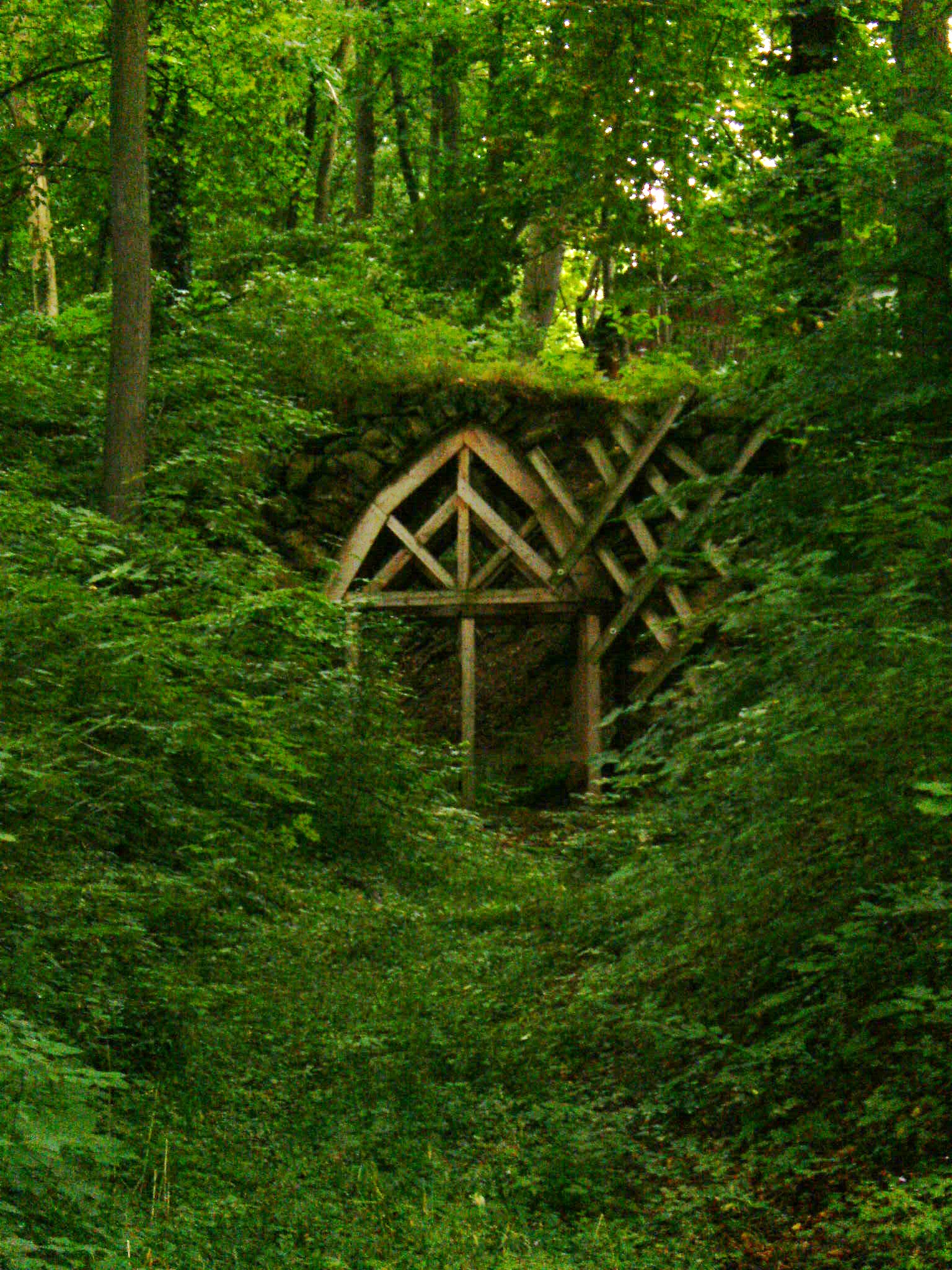
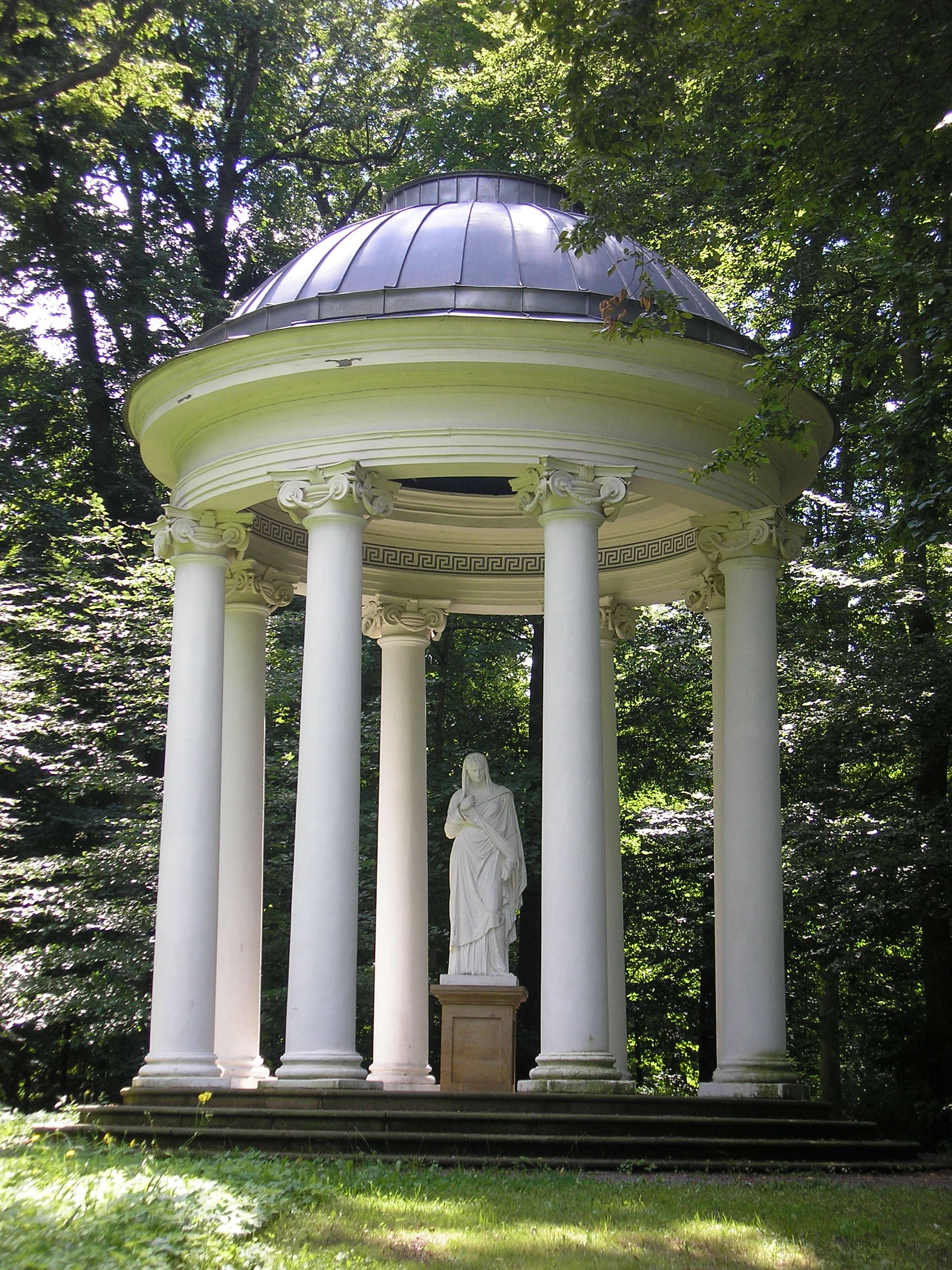
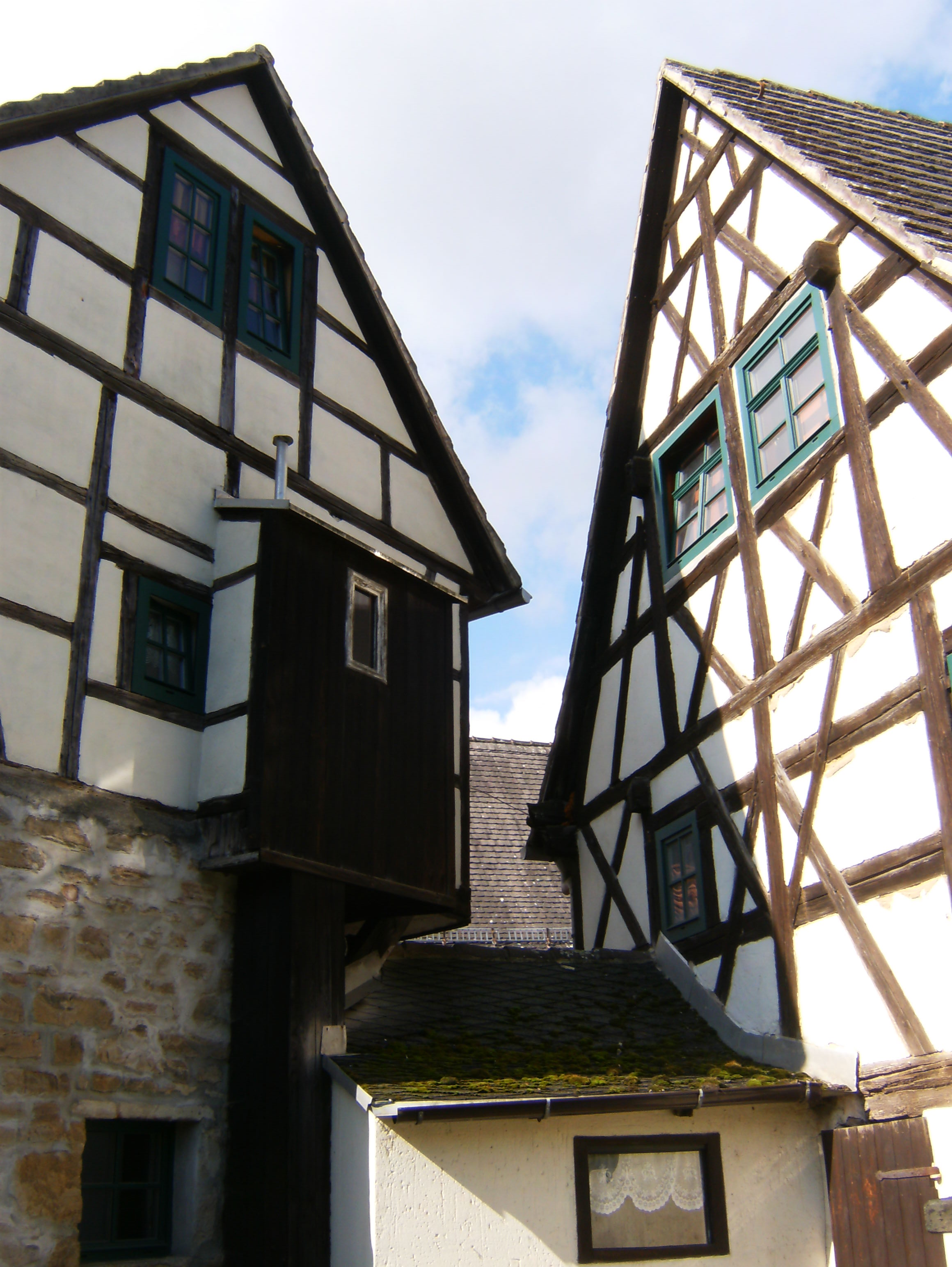
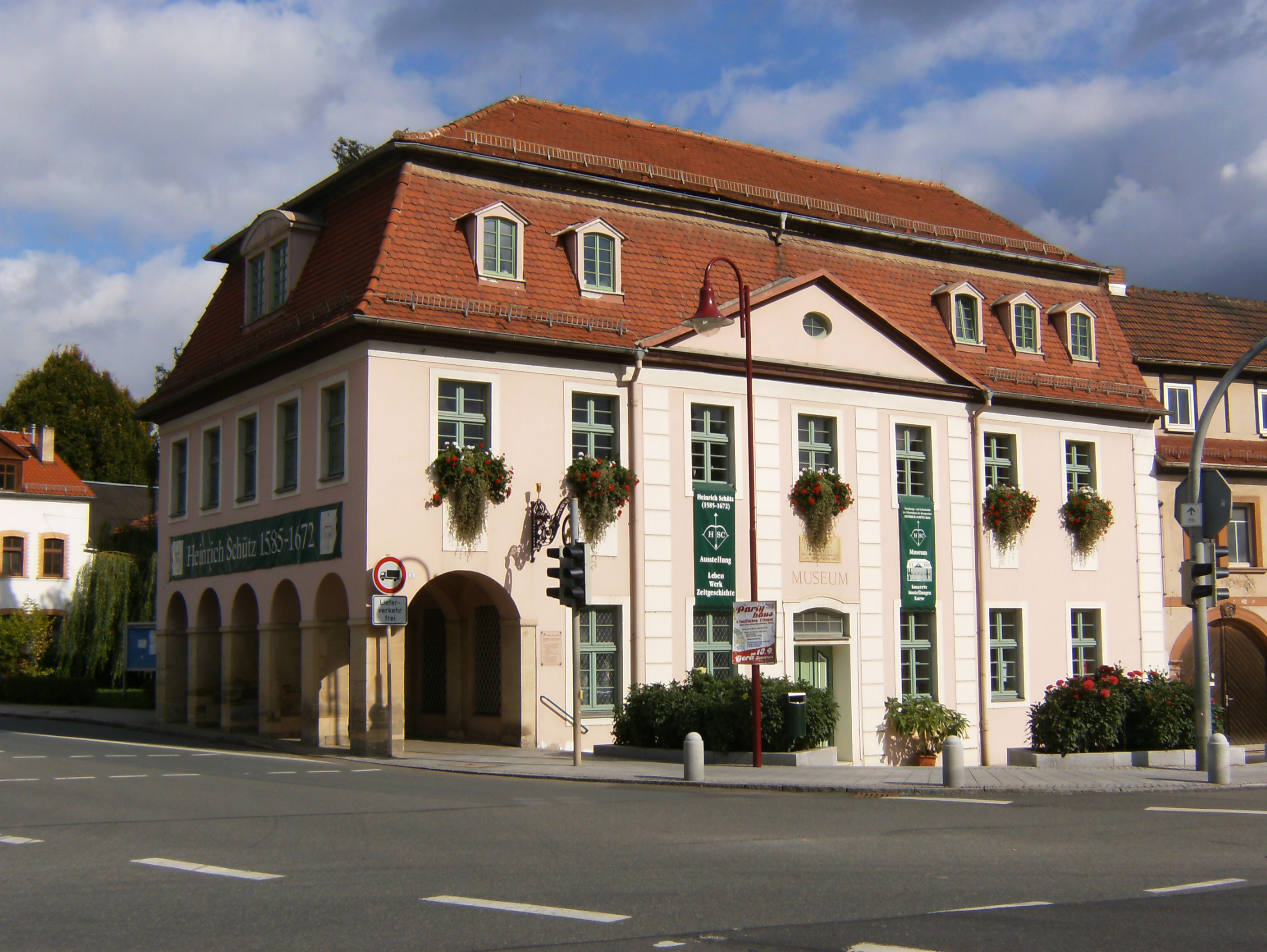
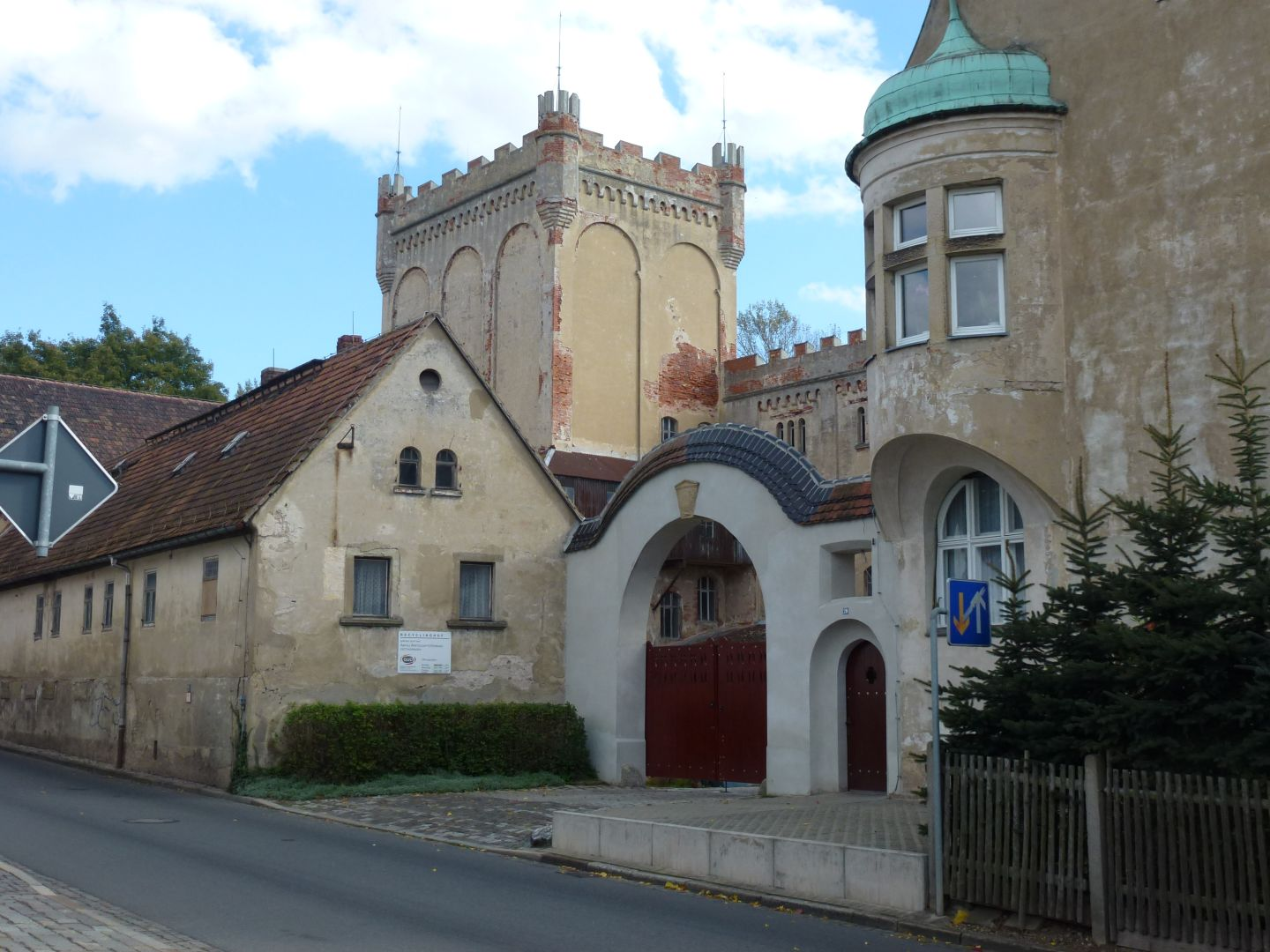